# A Quinta: O Desafio
A Quinta: O Desafio foi um reality show português transmitido pelo canal generalista TVI e produzido pela Endemol. A estreia ocorreu no dia 3 de Janeiro de 2016. As galas foram apresentadas por Teresa Guilherme.
O programa consistia em convidar alguns ex-concorrentes de A Quinta e da Casa dos Segredos para viver numa quinta com o objetivo de os pôr à prova perante desafios típicos de um cenário rural. Composto por duas equipas - da Voz, concorrentes do Secret Story e da Teresa Guilherme, concorrentes de A Quinta - desafiaram-se entre si.

## Emissão
| Programa         | Emissão          | Canal       | Horário           | Apresentação                                                                   |
| ---------------- | ---------------- | ----------- | ----------------- | ------------------------------------------------------------------------------ |
| Diário           | Segunda a Sexta  | TVI         | 19:30-20:00       | Blocos de imagem                                                               |
| Diário           | Sábado           | TVI         | 23:00-23:45       | Blocos de imagem                                                               |
| Nomeações        | Terça            | TVI Reality | 21:30             | Teresa Guilherme                                                               |
| Extra            | Segunda a Quinta | TVI         | 23:55-1:20        | Isabel Silva                                                                   |
| Extra            | Sexta            | TVI         | 23:55-1:20        | Marta Cardoso                                                                  |
| Gala de Expulsão | Domingo          | TVI         | 21:40-0:20        | Teresa Guilherme                                                               |
| Comentadores     | Sexta            | TVI         | Durante o «Extra» | Flávio Furtado, Pimpinha Jardim, Dr. Quintino Aires e Pedro Capitão            |
| Repórteres       | –                | –           | –                 | Isabel Silva, Marta Cardoso, Flávio Furtado, Pimpinha Jardim e Sérgio Ferreira |

## Equipa da quinta
| Nome           | Função      |
| -------------- | ----------- |
| Estêvão Reis   | Veterinário |
| Carlos Narciso | Caseiro     |

## Concorrentes
| Nome               | Quinta ou Casa      | Equipa | Notas | Resultado         |
| ------------------ | ------------------- | ------ | ----- | ----------------- |
| Agnes Marques      | Casa dos Segredos 5 | Teresa | 1     | Eliminação (10.ª) |
| Angélica Jordão    | A Quinta            | Teresa | 2     | Desistência (1.ª) |
| António David      | Casa dos Segredos 1 | Teresa | 3     | Eliminação (7.ª)  |
| Bernardina Brito   | Casa dos Segredos 4 | Voz    |       | 2.º Lugar         |
| Bruno Sousa        | Casa dos Segredos 5 | Voz    |       | Expulsão (2.ª)    |
| Carlos Costa       | A Quinta            | Teresa |       | Eliminação (9.ª)  |
| Cristiana Dionísio | Casa dos Segredos 5 | Voz    |       | Eliminação (1.ª)  |
| Daniel Gregório    | Casa dos Segredos 5 | Voz    |       | 4.º Lugar         |
| Diogo Marcelino    | Casa dos Segredos 4 | Teresa |       | Desistência (5.ª) |
| Elisabete Moutinho | Casa dos Segredos 5 | Voz    |       | Desistência (3.ª) |
| Érica Silva        | Casa dos Segredos 4 | Teresa |       | Eliminação (4.ª)  |
| Jéssica Gomes      | Casa dos Segredos 3 | Voz    |       | Desistência (6.ª) |
| Joana Diniz        | Casa dos Segredos 4 | Teresa |       | Eliminação (2.ª)  |
| Juliana Dias       | Casa dos Segredos 4 | Voz    |       | Eliminação (6.ª)  |
| Larama Andrade     | A Quinta            | Teresa |       | Desistência (4.°) |
| Liliana Antunes    | Casa dos Segredos 5 | Voz    |       | 3.º Lugar         |
| Liliana Bastos     | A Quinta            | Teresa |       | Desistência (2.ª) |
| Luís Nascimento    | Casa dos Segredos 4 | Teresa |       | Vencedor          |
| Pedro Barros       | A Quinta            | Teresa |       | Eliminação (3.ª)  |
| Pedro Capitão      | Casa dos Segredos 5 | Voz    | 4     | Expulsão (1.ª)    |
| Rúben Boa Nova     | Casa dos Segredos 3 | Voz    |       | Eliminação (5.ª)  |
| Tatiana Magalhães  | Casa dos Segredos 3 | Voz    |       | Eliminação (8.ª)  |
| Tiago Ginga        | Casa dos Segredos 4 | Teresa | 5     | Eliminação (11.ª) |

↑Nota 1 : Passou de patroa a concorrente no Dia 59 para a Equipa Teresa.

↑Nota 2 : Voltou a entrar no no dia 57 como convidada tendo saído no dia 64, como contrapartida da decisão da Bernardina em ficar imune das nomeações da semana seguinte.

↑Nota 3 : Passou de patrão a concorrente no Dia 29 para a Equipa Teresa.

↑Nota 4 : Reentrou no dia 71 como patrão.

↑Nota 5 : Entrou no dia 3 tendo desistido um dia depois por motivo de doença da mãe. Reentrou na Gala do dia 8.

### Agnes
- Agnes Marques tem 31 anos e ficou em 2.º lugar na Casa dos Segredos 5. Entrou no Desafio como patroa da Equipa Teresa no Dia 50 e passou a ser concorrente no Dia 59 como elemento da mesma equipa. Foi a décima concorrente eliminada do programa, tendo saído no Dia 71.

### Angélica
- Angélica Jordão tem 25 anos e ficou em 9.º lugar em A Quinta. Entrou no Desafio no Dia 1 como elemento da Equipa Teresa. Foi a primeira concorrente a desistir do programa tendo saído no Dia 15.

### António
- António David tem 33 anos e foi o vencedor da Casa dos Segredos 1. Entrou no Desafio como patrão no Dia 1 e passou a ser concorrente no Dia 29 como elemento da Equipa Teresa. Foi o sétimo concorrente eliminado do programa, tendo saído no Dia 50.

### Bernardina
- Bernardina Brito tem 22 anos e ficou em 6.º lugar na Casa dos Segredos 4. Entrou no Desafio no Dia 1 como elemento da Equipa Voz.

### Bruno
- Bruno Sousa tem 30 anos e ficou em 3.º lugar na Casa dos Segredos 5. Entrou no Desafio no Dia 1 como elemento da Equipa Voz. Foi o segundo concorrente expulso do programa tendo saído no Dia 19.

### Carlos
- Carlos Costa tem 23 anos e ficou em 15.º lugar em A Quinta. Entrou no Desafio no Dia 1 como elemento da Equipa Teresa. Foi o nono concorrente eliminado do programa, tendo saído no Dia 64.

### Cristiana
- Cristiana Dionísio tem 23 anos e ficou em 6.º lugar na Casa dos Segredos 5. Entrou no Desafio no Dia 1 como elemento da Equipa Voz. Foi a primeira concorrente eliminada do programa tendo saído no Dia 8.

### Daniel
- Daniel Gregório tem 21 anos e ficou em 7.º lugar na Casa dos Segredos 5. Entrou no Desafio no Dia 1 como elemento da Equipa Voz.

### Diogo
- Diogo Marcelino tem 26 anos e ficou em 3.º lugar na Casa dos Segredos 4. Entrou no Desafio no Dia 15 como elemento da Equipa Teresa. Foi o quinto concorrente a desistir do programa, tendo saído no Dia 45.

### Elisabete
- Elisabete Moutinho tem 24 anos e foi a vencedora da Casa dos Segredos 5. Entrou no Desafio no Dia 1 como elemento da Equipa Voz. Foi a terceira concorrente a desistir do programa tendo saído no Dia 19.

### Érica
- Érica Silva tem 26 anos, ficou em 4.º lugar na Casa dos Segredos 4 e em 6.º lugar em A Quinta. Entrou no Desafio no Dia 1 como elemento da Equipa Teresa. Foi a quarta concorrente eliminada do programa tendo saído no Dia 29.

### Jéssica
- Jéssica Gomes tem 22 anos e ficou em 5.º lugar na Casa dos Segredos 3. Entrou no Desafio no Dia 1 como elemento da Equipa Voz. Foi a sexta concorrente a desistir do programa tendo saído no Dia 52.

### Joana
- Joana Diniz tem 22 anos e ficou em 5.º lugar na Casa dos Segredos 4. Entrou no Desafio no Dia 1 como elemento da Equipa Teresa. Foi a segunda concorrente eliminada do programa, tendo saído no Dia 15.

### Juliana
- Juliana Dias tem 26 anos e ficou em 16.º lugar na Casa dos Segredos 4. Entrou no Desafio no Dia 15 como elemento da Equipa Voz. Foi a sexta concorrente eliminada do programa, tendo saído no Dia 43.

### Larama
- Larama Andrade tem 37 anos e ficou em 16.º lugar em A Quinta. Entrou no Desafio no Dia 1 como elemento da Equipa Teresa. Foi o quarto concorrente a desistir do programa, tendo saído no Dia 29.

### Liliana A.
- Liliana Antunes tem 20 anos e ficou em 8.º lugar na Casa dos Segredos 5. Entrou no Desafio no Dia 1 como elemento da Equipa Voz.

### Liliana B.
- Liliana Bastos tem 24 anos e ficou em 19.º lugar em A Quinta. Entrou no Desafio no Dia 1 como elemento da Equipa Teresa. Foi a segunda concorrente a desistir do programa, tendo saído no Dia 15.

### Luís
- Luís Nascimento tem 26 anos e foi o vencedor da Casa dos Segredos 4. Entrou no Desafio no Dia 22 como elemento da Equipa Teresa.

### Pedro B.
- Pedro Barros tem 25 anos e ficou em 13.º lugar em A Quinta. Entrou no Desafio no Dia 1 como elemento da Equipa Teresa. Foi o terceiro concorrente eliminado do programa, tendo saído no Dia 22.

### Pedro C.
- Pedro Capitão tem 30 anos e ficou em 4.º lugar na Casa dos Segredos 5. Entrou no Desafio no Dia 1 como elemento da Equipa Voz. Foi o primeiro concorrente expulso do programa por agressão a Pedro B., tendo saído no Dia 19. Voltou a entrar como patrão convidado no dia 71 tendo permanecido até ao final.

### Rúben
- Rúben Boa Nova tem 24 anos a foi o vencedor da Casa dos Segredos 3. Entrou no Desafio no Dia 22 como elemento da Equipa Voz. Foi o quinto concorrente eliminado do programa, tendo saído no Dia 36.

### Tatiana
- Tatiana Magalhães tem 22 anos e ficou em 7.º lugar na Casa dos Segredos 3. Entrou no Desafio no Dia 22 como elemento da Equipa Voz. Foi a oitava concorrente eliminada do programa, tendo saído no Dia 57.

### Tiago
- Tiago Ginga tem 25 anos e ficou em 7.º lugar na Casa dos Segredos 4. Entrou no Desafio no Dia 3 como elemento da Equipa Teresa, tendo saído no Dia 4 por motivo de doença da mãe. Reentrou na Gala do Dia 8. Foi o décimo primeiro concorrente eliminado do programa, tendo saído no Dia 78.

## Patrões
Tal como aconteceu na edição anterior, alguns convidados entraram na quinta para tomar o lugar de patrão ou patroa, orientando os concorrentes nos seus trabalhos diários.

### António
- António David ficou em 1.º lugar na Casa dos Segredos 1 e entrou entrou no Dia 1 como patrão, passando a ser concorrente no Dia 29.

### Alexandra
- Alexandra Ferreira ficou em 6.º lugar na Casa dos Segredos 3 e entrou como patroa da quinta no Dia 29. Começou a ser Patroa da Equipa Voz a partir do Dia 39.

### Gisela
- Gisela Serrano entrou no Dia 36 como patroa da Equipa Teresa e abandonou a Quinta no Dia 47, por motivo de doença. Já tinha sido patroa da quinta na edição anterior.

### Agnes
- Agnes Marques ficou em 2.º lugar na Casa dos Segredos 5 e entrou como patroa da Equipa Teresa no Dia 50, passando a ser concorrente no Dia 59.

### Pedro C.
- Pedro C. ficou em 4.º lugar na Casa dos Segredos 5. Entrou como concorrente na Quinta tendo sido expulso no dia 19 por agressão. Voltou a entrar como patrão no dia 71.

## Entradas e eliminações
| Classificação | Classificação | Classificação      | Classificação        | Classificação           | Classificação           | Classificação | Classificação | Classificação |
| #             | Equipa        | Participante       | Origem               | Entrada                 | Saída                   | Nomeações     | Total votos   | Total dias    |
| ------------- | ------------- | ------------------ | -------------------- | ----------------------- | ----------------------- | ------------- | ------------- | ------------- |
| 1             | Teresa        | Luís Nascimento    | Elvas                | 24 de Janeiro de 2016   | 27 de Março de 2016     | 4             | 22            | 64            |
| 2             | Voz           | Bernardina Brito   | Paços de Brandão     | 3 de Janeiro de 2016    | 27 de Março de 2016     | 3             | 17            | 85            |
| 3             | Voz           | Liliana Antunes    | Sesimbra             | 3 de Janeiro de 2016    | 27 de Março de 2016     | 4             | 22            | 85            |
| 4             | Voz           | Daniel Gregório    | Oeiras               | 3 de Janeiro de 2016    | 27 de Março de 2016     | 3             | 25            | 85            |
| 5             | Teresa        | Tiago Ginga        | Almada               | 10 de Janeiro de 2016   | 20 de Março de 2016     | 7             | 20            | 71            |
| 5             | Teresa        | Tiago Ginga        | Almada               | 5 de Janeiro de 2016    | 6 de Janeiro de 2016    | 0             | 0             | 2             |
| 6             | Teresa        | Agnes Marques      | Transilvânia Cascais | 1 de Março de 2016      | 13 de Março de 2016     | 1             | 5             | 12            |
| -             | Patroa        | Agnes Marques      | Transilvânia Cascais | 21 de Fevereiro de 2016 | 1 de Março de 2016      | —             | —             | 9             |
| -             | Patroa        | Alexandra Ferreira | Porto                | 31 de Janeiro de 2016   | 13 de Março de 2016     | —             | —             | 42            |
| 7             | Teresa        | Carlos Costa       | Funchal              | 3 de Janeiro de 2016    | 6 de Março de 2016      | 3             | 26            | 64            |
| 8             | Voz           | Tatiana Magalhães  | Vila Nova de Gaia    | 24 de Janeiro de 2016   | 28 de Fevereiro de 2016 | 3             | 17            | 36            |
| 9             | Voz           | Jéssica Gomes      | Almada               | 3 de Janeiro de 2016    | 23 de Fevereiro de 2016 | 0             | 15            | 52            |
| 10            | Teresa        | António David      | Baião                | 31 de Janeiro de 2016   | 21 de Fevereiro de 2016 | 2             | 5             | 21            |
| -             | Patrão        | António David      | Baião                | 3 de Janeiro de 2016    | 31 de Janeiro de 2016   | —             | —             | 29            |
| -             | Patroa        | Gisela Serrano     | Lisboa               | 7 de Fevereiro de 2016  | 18 de Fevereiro de 2016 | —             | —             | 11            |
| 11            | Teresa        | Diogo Marcelino    | Sesimbra             | 17 de Janeiro de 2016   | 16 de Fevereiro de 2016 | 0             | 7             | 31            |
| 12            | Voz           | Juliana Dias       | Trofa                | 17 de Janeiro de 2016   | 14 de Fevereiro de 2016 | 2             | 7             | 29            |
| 13            | Voz           | Rúben Boa Nova     | Porto                | 24 de Janeiro de 2016   | 7 de Fevereiro de 2016  | 1             | 3             | 15            |
| 14            | Teresa        | Érica Silva        | Ribeira Brava        | 3 de Janeiro de 2016    | 31 de Janeiro de 2016   | 1             | 0             | 29            |
| 15            | Teresa        | Larama Andrade     | Luanda               | 3 de Janeiro de 2016    | 31 de Janeiro de 2016   | 2             | 4             | 29            |
| 16            | Teresa        | Pedro Barros       | Charneca da Caparica | 3 de Janeiro de 2016    | 24 de Janeiro de 2016   | 1             | 4             | 22            |
| 17            | Voz           | Elisabete Moutinho | Santão               | 3 de Janeiro de 2016    | 22 de Janeiro de 2016   | 0             | 9             | 19            |
| 18            | Voz           | Bruno Sousa        | Rio Tinto            | 3 de Janeiro de 2016    | 22 de Janeiro de 2016   | 1             | 10            | 19            |
| -             | Patrão        | Pedro Capitão      | Vila Viçosa          | 13 de Março de 2016     | 27 de Março de 2016     | —             | —             | 15            |
| 19            | Voz           | Pedro Capitão      | Vila Viçosa          | 3 de Janeiro de 2016    | 21 de Janeiro de 2016   | 1             | 10            | 18            |
| 20            | Teresa        | Joana Diniz        | Vila Franca de Xira  | 3 de Janeiro de 2016    | 17 de Janeiro de 2016   | 1             | 4             | 15            |
| 21            | Teresa        | Liliana Bastos     | Guimarães            | 3 de Janeiro de 2016    | 17 de Janeiro de 2016   | 0             | 8             | 15            |
| -             | Teresa        | Angélica Jordão    | Loulé                | 28 de Fevereiro de 2016 | 6 de Março de 2016      | —             | —             | 8             |
| 22            | Teresa        | Angélica Jordão    | Loulé                | 3 de Janeiro de 2016    | 17 de Janeiro de 2016   | 1             | 7             | 15            |
| 23            | Voz           | Cristiana Dionísio | Seixal               | 3 de Janeiro de 2016    | 10 de Janeiro de 2016   | 1             | 7             | 8             |

Legenda
|  |               |
|  | Vencedor(a)   |
|  | Eliminado(a)  |
|  | Desistiu      |
|  | Expulso(a)    |
|  | Finalista     |
|  | Convidado(a)  |
|  | Patrão/Patroa |

## Nomeações e expulsões
|             | Luís        | Entrou (Dia 22)               | Entrou (Dia 22)                | Entrou (Dia 22)         | Entrou (Dia 22)                      | Isento                     | Diogo Carlos             | Liliana A. Diogo              | Carlos Liliana A. Carlos Liliana A. | Carlos Tatiana Daniel    | Carlos Daniel          | Agnes Liliana A.        | Nomeado                          | 1.º Lugar (Dia 85)                |                                   |  |
|             | Bernardina  | Cristiana Angélica            | Angélica Bruno Angélica        | Elisabete               | Sem Nomeações                        | Carlos                     | Rúben Tatiana            | Carlos Juliana Carlos         | Carlos Jéssica Carlos Jéssica       | Carlos Tatiana Daniel    | Luís Carlos Daniel     | Agnes Luís              | Nomeada                          | 2.º Lugar (Dia 85)                |                                   |  |
|             | Liliana A.  | Cristiana Elisabete           | Carlos Pedro C. Elisabete      | Elisabete Pedro C.      | Sem Nomeações                        | Tiago Carlos               | Luís Rúben               | Luís Juliana Luís             | António Jéssica Tiago               | Luís Tatiana Luís        | Luís Tiago Daniel      | Agnes Tiago             | Nomeada                          | 3.º Lugar (Dia 85)                |                                   |  |
|             | Daniel      | Cristiana Liliana B.          | Liliana B. Bruno Elisabete     | Elisabete Bruno         | Sem Nomeações                        | Tiago Carlos               | Tiago Tatiana            | António Juliana Tiago         | António Tatiana Tiago               | Luís Tatiana Luís        | Luís Tiago             | Agnes Tiago             | Imune                            | 4.º Lugar (Dia 85)                |                                   |  |
|             | Tiago       | Entrou (Dia 3)                | Isento                         | Daniel Pedro C.         | Sem nomeações                        | Jéssica                    | Daniel Tatiana           | Tatiana Daniel Carlos         | Daniel Liliana A. Daniel Liliana A. | Daniel Tatiana Daniel    | Daniel Carlos          | Agnes Luís              | Nomeado                          | Eliminado (Dia 78)                |                                   |  |
|             | Agnes       | Entrou (Dia 50)               | Entrou (Dia 50)                | Entrou (Dia 50)         | Entrou (Dia 50)                      | Entrou (Dia 50)            | Entrou (Dia 50)          | Entrou (Dia 50)               | Entrou (Dia 50)                     | Patroa (Dias 50-59)      | Isenta                 | Luís Tiago              | Eliminada (Dia 71)               | Eliminada (Dia 71)                | Eliminada (Dia 71)                |  |
|             | Carlos      | Cristiana Liliana A.          | Pedro C. Joana                 | Jéssica Pedro C.        | Sem Nomeações                        | Bernardina Daniel          | Luís Tatiana             | Tatiana Bernardina Luís       | Luís Tatiana Luís Tatiana           | Luís Tatiana Luís        | Luís Tiago             | Eliminado (Dia 64)      | Eliminado (Dia 64)               | Eliminado (Dia 64)                | Eliminado (Dia 64)                |  |
|             | Tatiana     | Entrou (Dia 22)               | Entrou (Dia 22)                | Entrou (Dia 22)         | Entrou (Dia 22)                      | Isenta                     | Diogo Carlos             | Tiago Daniel Tiago            | Bernardina Tiago Liliana A. Tiago   | Bernardina Carlos Daniel | Eliminada (Dia 57)     | Eliminada (Dia 57)      | Eliminada (Dia 57)               | Eliminada (Dia 57)                | Eliminada (Dia 57)                |  |
|             | Jéssica     | Cristiana Elisabete           | Joana Carlos Joana             | Bruno                   | Sem nomeações                        | Tiago Bernardina           | Tiago Bernardina         | António Bernardina Tiago      | António Bernardina Liliana A. Tiago | Desistiu (Dia 52)        | Desistiu (Dia 52)      | Desistiu (Dia 52)       | Desistiu (Dia 52)                | Desistiu (Dia 52)                 | Desistiu (Dia 52)                 |  |
|             | António     | Patrão (Dias 1-29)            | Patrão (Dias 1-29)             | Patrão (Dias 1-29)      | Patrão (Dias 1-29)                   | Patrão (Dias 1-29)         | Isento                   | Jéssica Daniel Carlos         | Bernardina Daniel Jéssica           | Eliminado (Dia 50)       | Eliminado (Dia 50)     | Eliminado (Dia 50)      | Eliminado (Dia 50)               | Eliminado (Dia 50)                | Eliminado (Dia 50)                |  |
|             | Diogo       | Entrou (Dia 15)               | Entrou (Dia 15)                | Isento                  | Sem nomeações                        | Juliana Carlos             | Luís Tatiana             | Juliana Luís                  | Desistiu (Dia 45)                   | Desistiu (Dia 45)        | Desistiu (Dia 45)      | Desistiu (Dia 45)       | Desistiu (Dia 45)                | Desistiu (Dia 45)                 | Desistiu (Dia 45)                 |  |
|             | Juliana     | Entrou (Dia 15)               | Entrou (Dia 15)                | Isenta                  | Sem nomeações                        | Larama                     | Diogo Rúben              | Diogo Bernardina Diogo        | Eliminada (Dia 43)                  | Eliminada (Dia 43)       | Eliminada (Dia 43)     | Eliminada (Dia 43)      | Eliminada (Dia 43)               | Eliminada (Dia 43)                | Eliminada (Dia 43)                |  |
|             | Rúben       | Entrou (Dia 22)               | Entrou (Dia 22)                | Entrou (Dia 22)         | Entrou (Dia 22)                      | Isento                     | Diogo Bernardina         | Eliminado (Dia 36)            | Eliminado (Dia 36)                  | Eliminado (Dia 36)       | Eliminado (Dia 36)     | Eliminado (Dia 36)      | Eliminado (Dia 36)               | Eliminado (Dia 36)                | Eliminado (Dia 36)                |  |
|             | Érica       | Liliana B.                    | Bernardina Pedro B. Liliana B. | Bernardina Jéssica      | Sem nomeações                        | Daniel                     | Eliminada (Dia 29)       | Eliminada (Dia 29)            | Eliminada (Dia 29)                  | Eliminada (Dia 29)       | Eliminada (Dia 29)     | Eliminada (Dia 29)      | Eliminada (Dia 29)               | Eliminada (Dia 29)                | Eliminada (Dia 29)                |  |
|             | Larama      | Elisabete Liliana A.          | Bruno Angélica                 | Bruno                   | Nomeado                              | Juliana Carlos             | Desistiu (Dia 29)        | Desistiu (Dia 29)             | Desistiu (Dia 29)                   | Desistiu (Dia 29)        | Desistiu (Dia 29)      | Desistiu (Dia 29)       | Desistiu (Dia 29)                | Desistiu (Dia 29)                 | Desistiu (Dia 29)                 |  |
|             | Pedro B.    | Liliana B.                    | Pedro C. Liliana B.            | Pedro C.                | Nomeado                              | Eliminado (Dia 22)         | Eliminado (Dia 22)       | Eliminado (Dia 22)            | Eliminado (Dia 22)                  | Eliminado (Dia 22)       | Eliminado (Dia 22)     | Eliminado (Dia 22)      | Eliminado (Dia 22)               | Eliminado (Dia 22)                | Eliminado (Dia 22)                |  |
|             | Elisabete   | Liliana A. Angélica           | Larama Daniel Liliana A.       | Liliana A. Jéssica      | Sem Nomeações                        | Desistiu (Dia 19)          | Desistiu (Dia 19)        | Desistiu (Dia 19)             | Desistiu (Dia 19)                   | Desistiu (Dia 19)        | Desistiu (Dia 19)      | Desistiu (Dia 19)       | Desistiu (Dia 19)                | Desistiu (Dia 19)                 | Desistiu (Dia 19)                 |  |
|             | Bruno       | Liliana A.                    | Larama Daniel Liliana A.       | Liliana A. Bernardina   | Nomeado                              | Expulso (Dia 19)           | Expulso (Dia 19)         | Expulso (Dia 19)              | Expulso (Dia 19)                    | Expulso (Dia 19)         | Expulso (Dia 19)       | Expulso (Dia 19)        | Expulso (Dia 19)                 | Expulso (Dia 19)                  | Expulso (Dia 19)                  |  |
|             | Pedro C.    | Liliana A.                    | Pedro B. Liliana A.            | Liliana A. Bernardina   | Expulso (Dia 19)                     | Expulso (Dia 19)           | Expulso (Dia 19)         | Expulso (Dia 19)              | Expulso (Dia 19)                    | Expulso (Dia 19)         | Expulso (Dia 19)       | Expulso (Dia 19)        | Patrão (Dias 71-85)              | Patrão (Dias 71-85)               | Patrão (Dias 71-85)               |  |
|             | Joana       | Angélica                      | Jéssica Carlos Angélica        | Eliminada (Dia 15)      | Eliminada (Dia 15)                   | Eliminada (Dia 15)         | Eliminada (Dia 15)       | Eliminada (Dia 15)            | Eliminada (Dia 15)                  | Eliminada (Dia 15)       | Eliminada (Dia 15)     | Eliminada (Dia 15)      | Eliminada (Dia 15)               | Eliminada (Dia 15)                | Eliminada (Dia 15)                |  |
|             | Liliana B.  | Cristiana Bernardina          | Daniel Pedro B. Jéssica        | Desistiu (Dia 15)       | Desistiu (Dia 15)                    | Desistiu (Dia 15)          | Desistiu (Dia 15)        | Desistiu (Dia 15)             | Desistiu (Dia 15)                   | Desistiu (Dia 15)        | Desistiu (Dia 15)      | Desistiu (Dia 15)       | Desistiu (Dia 15)                | Desistiu (Dia 15)                 | Desistiu (Dia 15)                 |  |
|             | Angélica    | Cristiana Elisabete           | Bernardina Bruno Joana         | Desistiu (Dia 15)       | Desistiu (Dia 15)                    | Desistiu (Dia 15)          | Desistiu (Dia 15)        | Desistiu (Dia 15)             | Desistiu (Dia 15)                   | Desistiu (Dia 15)        | Convidada (Dias 57-64) |                         |                                  |                                   |                                   |  |
|             | Cristiana   | Jéssica                       | Eliminada (Dia 8)              | Eliminada (Dia 8)       | Eliminada (Dia 8)                    | Eliminada (Dia 8)          | Eliminada (Dia 8)        | Eliminada (Dia 8)             | Eliminada (Dia 8)                   | Eliminada (Dia 8)        | Eliminada (Dia 8)      | Eliminada (Dia 8)       | Eliminada (Dia 8)                | Eliminada (Dia 8)                 | Eliminada (Dia 8)                 |  |
|             |             |                               |                                |                         |                                      |                            |                          |                               |                                     |                          |                        |                         |                                  |                                   |                                   |  |
| Notas       | Notas       | 1, 2                          | 3, 4                           | 5, 6, 7                 | 5, 6, 7                              | 8, 9, 10                   | 11, 12                   | 13                            | 14                                  | 15                       | 16, 17                 | 18, 19, 20              | 21, 22                           | 23                                |                                   |  |
| Expulsos    | Expulsos    | nenhum                        | nenhum                         | nenhum                  | Pedro C. Bruno                       | nenhum                     | nenhum                   | nenhum                        | nenhum                              | nenhum                   | nenhum                 | nenhum                  | nenhum                           | nenhum                            | nenhum                            |  |
| Desistentes | Desistentes | Tiago                         | Angélica Liliana B.            | nenhum                  | Elisabete                            | Larama                     | nenhum                   | nenhum                        | Diogo                               | Jéssica                  | nenhum                 | nenhum                  | nenhum                           | nenhum                            | nenhum                            |  |
| Nomeados    | Nomeados    | Cristiana Liliana A. Angélica | Bernardina Bruno Larama Joana  | Daniel Liliana Pedro C. | Bruno Daniel Liliana Larama Pedro B. | Érica Juliana Tiago Carlos | Luís Tiago Rúben Tatiana | Tatiana António Juliana Tiago | Bernardina António Liliana A. Tiago | Tatiana Carlos Daniel    | Luís Tiago Carlos      | Daniel Agnes Tiago Luís | Bernardina Liliana A. Tiago Luís | Daniel Luís Liliana A. Bernardina | Daniel Luís Liliana A. Bernardina |  |
| Eliminado   | Eliminado   | Cristiana 42% para expulsar   | Joana 20% para salvar          | Sem eliminação          | Pedro B. 12% para salvar             | Érica 15% para salvar      | Rúben 12% para salvar    | Juliana 13% para salvar       | António 17% para salvar             | Tatiana 22% para salvar  | Carlos 26% para salvar | Agnes 7% para salvar    | Tiago 43% para salvarI           | Daniel 4% para vencer             |                                   |  |
| Eliminado   | Eliminado   | Cristiana 42% para expulsar   | Joana 20% para salvar          | Sem eliminação          | Pedro B. 12% para salvar             | Érica 15% para salvar      | Rúben 12% para salvar    | Juliana 13% para salvar       | António 17% para salvar             | Tatiana 22% para salvar  | Carlos 26% para salvar | Agnes 7% para salvar    | Tiago 43% para salvarI           | Liliana A. 25% para vencer        |                                   |  |
| Eliminado   | Eliminado   | Cristiana 42% para expulsar   | Joana 20% para salvar          | Sem eliminação          | Pedro B. 12% para salvar             | Érica 15% para salvar      | Rúben 12% para salvar    | Juliana 13% para salvar       | António 17% para salvar             | Tatiana 22% para salvar  | Carlos 26% para salvar | Agnes 7% para salvar    | Tiago 43% para salvarI           | Bernardina 33% para vencer        |                                   |  |
| Eliminado   | Eliminado   | Cristiana 42% para expulsar   | Joana 20% para salvar          | Sem eliminação          | Pedro B. 12% para salvar             | Érica 15% para salvar      | Rúben 12% para salvar    | Juliana 13% para salvar       | António 17% para salvar             | Tatiana 22% para salvar  | Carlos 26% para salvar | Agnes 7% para salvar    | Tiago 43% para salvarI           | Luís 38% para vencer              |                                   |  |

Notas
- I No início da gala foi revelado que o Luís foi o mais votado, e por isso é o segundo finalista. Os restantes continuaram a votos até ser revelado que a Liliana A. foi a mais votada e é a terceira finalista. Até ao fim da gala, Bernardina e Tiago continuaram a votos.

### Votação dos residentes
|            | Semanas | Semanas   | Semanas   | Semanas   | Semanas   | Semanas   | Semanas   | Semanas   | Semanas   | Semanas   | Semanas   | Semanas   | Semanas   | Total |
| 1          | 2       | 3         | 3         | 4         | 5         | 6         | 7         | 8         | 9         | 10        | 11        | 12        |           | Total |
| ---------- | ------- | --------- | --------- | --------- | --------- | --------- | --------- | --------- | --------- | --------- | --------- | --------- | --------- | ----- |
| Luís       | Entrou  | Entrou    | Entrou    | Entrou    | –         | 3         | 1+3       | 1+1       | 3+3       | 4         | 3         | –         | 1.º Lugar | 22    |
| Bernardina | 0+0+1   | 2         | 1+0+2     | –         | 1+1       | 0+2       | 0+3       | 3         | 1         | –         | –         | –         | 2.º Lugar | 17    |
| Liliana A. | 3+4     | 0+3       | 0+3       | –         | 0+0       | 0+0       | 1+1       | 2+4       | 0         | –         | 1         | –         | 3.º Lugar | 22    |
| Daniel     | –       | 1+2       | 1         | –         | 1+2       | 1+0       | 0+3       | 2+2       | 1+4       | 1+1+3     | –         | –         | 4.º Lugar | 25    |
| Tiago      | Entrou  | –         | –         | –         | 3         | 2         | 1+3       | 1+4       | 0+0       | 0+3       | 3         | –         | Eliminado | 17    |
| Agnes      | Entrou  | Entrou    | Entrou    | Entrou    | Entrou    | Entrou    | Entrou    | Entrou    | Patroa    | –         | 5         | Eliminada | Eliminada | 5     |
| Carlos     | –       | 1+2       | –         | –         | 1+5       | 0+2       | 1+3       | 2+2       | 3         | 1+2+1     | Eliminado | Eliminado | Eliminado | 26    |
| Tatiana    | Entrou  | Entrou    | Entrou    | Entrou    | –         | 0+5       | 2         | 2+2       | 6         | Eliminada | Eliminada | Eliminada | Eliminada | 17    |
| Jéssica    | 1+0+1   | 1+2       | 1+0+2     | –         | 1+1       | 0+0       | 1+0       | 2+2       | Desistiu  | Desistiu  | Desistiu  | Desistiu  | Desistiu  | 15    |
| António    | Patrão  | Patrão    | Patrão    | Patrão    | Patrão    | –         | 2         | 3         | Eliminado | Eliminado | Eliminado | Eliminado | Eliminado | 5     |
| Diogo      | Entrou  | Entrou    | –         | –         | 0+0       | 4         | 1+2       | Desistiu  | Desistiu  | Desistiu  | Desistiu  | Desistiu  | Desistiu  | 7     |
| Juliana    | Entrou  | Entrou    | –         | –         | 2         | 0+0       | 1+4       | Eliminada | Eliminada | Eliminada | Eliminada | Eliminada | Eliminada | 7     |
| Rúben      | Entrou  | Entrou    | Entrou    | Entrou    | –         | 1+2       | Eliminado | Eliminado | Eliminado | Eliminado | Eliminado | Eliminado | Eliminado | 3     |
| Érica      | –       | 0+0       | –         | –         | –         | Eliminada | Eliminada | Eliminada | Eliminada | Eliminada | Eliminada | Eliminada | Eliminada | 0     |
| Larama     | –       | 2         | –         | –         | 1+1       | Desistiu  | Desistiu  | Desistiu  | Desistiu  | Desistiu  | Desistiu  | Desistiu  | Desistiu  | 4     |
| Pedro B.   | –       | 1+3       | –         | –         | Eliminado | Eliminado | Eliminado | Eliminado | Eliminado | Eliminado | Eliminado | Eliminado | Eliminado | 4     |
| Elisabete  | 1+0+3   | 0+1       | 0+3+1     | –         | Desistiu  | Desistiu  | Desistiu  | Desistiu  | Desistiu  | Desistiu  | Desistiu  | Desistiu  | Desistiu  | 9     |
| Bruno      | –       | 1+4       | 1+1+3     | –         | Expulso   | Expulso   | Expulso   | Expulso   | Expulso   | Expulso   | Expulso   | Expulso   | Expulso   | 10    |
| Pedro C.   | –       | 2+3       | 1+0+4     | Expulso   | Expulso   | Expulso   | Expulso   | Expulso   | Expulso   | Expulso   | Expulso   | Patrão    | Patrão    | 10    |
| Joana      | –       | 1+3       | Eliminada | Eliminada | Eliminada | Eliminada | Eliminada | Eliminada | Eliminada | Eliminada | Eliminada | Eliminada | Eliminada | 4     |
| Liliana B. | 2+2+1   | 1+2       | Desistiu  | Desistiu  | Desistiu  | Desistiu  | Desistiu  | Desistiu  | Desistiu  | Desistiu  | Desistiu  | Desistiu  | Desistiu  | 8     |
| Angélica   | 0+0+3   | 1+3       | Desistiu  | Desistiu  | Desistiu  | Desistiu  | Desistiu  | Desistiu  | Desistiu  | Convidada |           |           |           | 7     |
| Cristiana  | 7       | Eliminada | Eliminada | Eliminada | Eliminada | Eliminada | Eliminada | Eliminada | Eliminada | Eliminada | Eliminada | Eliminada | Eliminada | 7     |

### Votação do público
|           | Nomeados                                                            | Eliminado  |
| --------- | ------------------------------------------------------------------- | ---------- |
| Semana 1  | Cristiana (42%), Liliana A. (29%), Angélica (29%)                   | Cristiana  |
| Semana 2  | Joana (20%), Larama (24%), Bernardina (27%), Bruno (29%)            | Joana      |
| Semana 3  | Daniel, Liliana A., Pedro C.                                        | Cancelada  |
| Semana 3  | Bruno, Pedro B. (12%), Daniel (25%), Liliana A. (27%), Larama (36%) | Pedro B.   |
| Semana 4  | Érica (15%), Juliana (17%), Carlos (28%), Tiago (40%)               | Érica      |
| Semana 5  | Rúben (12%), Tatiana (16%), Luís (28%), Tiago (44%)                 | Rúben      |
| Semana 6  | Juliana (13%), António (19%), Tatiana (21%), Tiago (47%)            | Juliana    |
| Semana 7  | António (17%), Tiago (19%), Bernardina (23%), Liliana A. (41%)      | António    |
| Semana 8  | Tatiana (22%), Carlos (35%), Daniel (43%)                           | Tatiana    |
| Semana 9  | Carlos (26%), Tiago (35%), Luís (39%)                               | Carlos     |
| Semana 10 | Agnes (7%), Tiago (16%), Daniel (32%), Luís (45%)                   | Agnes      |
| Semana 11 | Tiago (43%), Bernardina (57%); Liliana A. (35%); Luís (29%)         | Tiago      |
| Semana 12 | Luís (38%), Bernardina (33%), Liliana A. (25%), Daniel (4%)         | Finalistas |

## Prémio final
O prémio para o vencedor(a) é de 20 000 €, igual ao valor do prémio final de A Quinta, havendo no entanto também prémios para os 2.º e 3.º classificados. Contudo nesta edição, se os concorrentes desrespeitarem as regras estabelecidas, será retirado um certo montante ao prémio final, ou então, subir caso as equipas vençam desafios propostos ou revelarem trabalhar arduamente.
| Dia | Quem?                      | O que fez?                                                               | Valor     | Resultante |
| --- | -------------------------- | ------------------------------------------------------------------------ | --------- | ---------- |
| 3   | Bernardina                 | Interação com pessoas do exterior                                        | - 1.000 € | 19.000 €   |
| 3   | Bruno com Daniel e Liliana | Discussão e insultos                                                     | - 1.000 € | 17.000 €   |
| 4   | Érica e Tiago              | Discussão e insultos                                                     | - 1.000 € | 17.000 €   |
| 8   | Daniel e Pedro B.          | Interação com pessoas do exterior                                        | - 1.000 € | 16.000 €   |
| 11  | Todos os concorrentes      | Cuidados a ter com os animais                                            | - 2.000 € | 14.000 €   |
| 16  | Bruno e Larama             | Discussão e insultos                                                     | - 2.000 € | 12.000 €   |
| 16  | Daniel e Liliana           | Não utilização do microfone                                              | - 2.000 € | 12.000 €   |
| 42  | Todos os concorrentes      | Não utilização do microfone, conversas em "código", insultos e palavrões | - 2.000 € | 10.000 €   |
| 50  | Bernardina                 | Linguagem ofensiva                                                       | - 500 €   | 9.500 €    |
| 59  | Todos os concorrentes      | Desperdício de alimentos e interação com pessoas do exterior             | - 500 €   | 9.000 €    |

## Recordes da edição
| Número de concorrentes                                 | 23 |
| Concorrente nunca nomeado(a)                           | Diogo, Elisabete, Jéssica e Liliana B.                                                                       |
| Concorrente mais vezes nomeado(a)                      | Tiago - 6 nomeações                                                                                          |
| Concorrente que mais "sobreviveu" às nomeações         | Tiago - "sobreviveu" a 5 nomeações                                                                           |
| Concorrente mais vezes imune                           | Agnes, António, Bernardina, Daniel, Diogo, Érica, Joana, Juliana, Luís, Rúben, Tatiana e Tiago - 1 imunidade |
| Concorrente eliminado(a) com menor percentagem         | Agnes - 7% para salvar, contra 3 concorrentes                                                                |
| Concorrente eliminado(a) com maior percentagem         | Cristiana - 42% para expulsar, contra 2 concorrentes                                                         |
| Nomeado(a) com menor percentagem de voto para expulsar | Angélica e Liliana A. - 29% (cada uma), contra 1 concorrente                                                 |
| Nomeado(a) com maior percentagem de voto para salvar   | Bernardina - 57%, contra 1 concorrente                                                                       |
| Expulsões                                              | 2 - Bruno e Pedro C.                                                                                         |
| Desistências                                           | 6 - Angélica, Diogo, Elisabete, Jéssica, Larama e Liliana B.                                                 |

## Audiências
Cada ponto de rating equivale a 95 000 espetadores.

### Galas
| Sem   | Dia                              | Horário      | Espetadores | Rating | Share  | Posição (no dia) | Fonte |
| ----- | -------------------------------- | ------------ | ----------- | ------ | ------ | ---------------- | ----- |
| 0     | Domingo, 3 de janeiro de 2016    | 21h50 - 0h00 | 1.159.000   | 12,2 % | 25 %   | #2               | [ 2 ] |
| 1     | Domingo, 10 de janeiro de 2016   | 21h50 - 0h30 | 1.168.500   | 12,3 % | 25,4 % | #3               | [ 3 ] |
| 2     | Domingo, 17 de Janeiro de 2016   | 21h50 - 0h30 | 1.300.000   | 13,5 % | 30 %   | #1               | [ 4 ] |
| 3     | Domingo, 24 de janeiro de 2016   | 21h50 - 0h00 | 1.197.000   | 12,6 % | 32 %   | #2               | [ 5 ] |
| 4     | Domingo, 31 de Janeiro de 2016   | 21h50 - 0h30 | 1.254.000   | 13,2 % | 29,2 % | #2               |       |
| 5     | Domingo, 7 de fevereiro de 2016  | 21h50 - 0h00 | 1.111.500   | 11,7 % | 24,1 % | #2               |       |
| 6     | Domingo, 14 de fevereiro de 2016 | 22h30 - 0h45 | 1.073.500   | 11,3 % | 27,7 % | #5               |       |
| 7     | Domingo, 21 de fevereiro de 2016 | 22h30 - 0h30 | 1.178.000   | 12,4 % | 31,6 % | #4               |       |
| 8     | Domingo, 28 de fevereiro de 2016 | 22h30 - 0h45 | 1.064.000   | 11,2 % | 31,6 % | #5               |       |
| 9     | Domingo, 6 de março de 2016      | 22h30 - 0h30 | 1.045.000   | 11,0 % | 26,9 % | #3               |       |
| 10    | Domingo, 13 de março de 2016     | 22h30 - 0h30 | 921.500     | 9,7 %  | 24,4 % | #6               |       |
| 11    | Domingo, 20 de março de 2016     | 22h30 - 0h30 | 1.121.000   | 11,8 % | 28,1 % | #4               |       |
| 12    | Domingo, 27 de março de 2016     | 21h10 - 0h00 | 1.292.000   | 13,6 % | 29,1 % | #1               |       |
| Média | Média                            | Média        | 1.145.000   | 12,0%  | 28,1%  |                  |       |